# Augusto Novaro
Augusto Novaro Adame Gómez (Città del Messico, 3 gennaio 1891 – 1960) è stato un compositore e teorico musicale messicano.

## Biografia
Dopo aver studiato composizione, intraprese le sue ricerche sperimentali di acustica. Nel 1924 pubblicò il suo primo lavoro teorico e l'anno successivo uscì la sua Teoría de la música, che fece da base di partenza della sua più importante opera, il Sistema natural de la música, pubblicato nel 1951. Questi suoi lavori si incentravano su un originale sistema di suddivisione degli intervalli musicali, contribuendo in modo fondamentale allo sviluppo della musica microtonale che aveva in Messico una delle "scuole" più attive, vantando anche la figura del teorico Julián Carrillo e del suo Grupo 13 (che riuniva compositori e musicisti, fra i quali Rafael Adame).
Sperimentò soluzioni innovative nella costruzione di strumenti musicali (pianoforti, violini, chitarre), strutturandone le casse di risonanza in modo da far risaltare i nuovi ordinamenti tonali che andava teorizzando.
Fu direttore dal 1930 del Conservatorio Nazionale di Musica. Negli anni successivi venne più volte assoldato negli Stati Uniti per svolgere ricerche musicali e acustiche (Guggenheim Foundation, Bell Telephone Laboratories, University of Iowa). Morì nel 1960.